# Aloe palmiformis
Aloe palmiformis ist eine Pflanzenart der Gattung der Aloen in der Unterfamilie der Affodillgewächse (Asphodeloideae). Das Artepitheton palmiformis leitet sich von den lateinischen Worten palma für ‚Palme‘ sowie -formis für ‚-förmig‘ ab und verweist auf die Wuchsform der Art.

## Beschreibung

### Vegetative Merkmale
Aloe palmiformis wächst stammbildend und ist vor allem von der Basis aus verzweigt. Der aufrechte Stamm erreicht eine Länge von bis zu 150 Zentimeter und ist 4 Zentimeter dick. Die etwa 14 lanzettlich verschmälerten Laubblätter bilden eine lockere Rosette, die auf 30 Zentimetern unterhalb der Stammspitze ausdauernd ist. Die trübgrüne, rötlich überlaufene Blattspreite ist bis zu 35 Zentimeter lang und 5 Zentimeter breit. Auf der Blattunterseite sind für gewöhnlich viele kleine hellgrüne Flecken vorhanden. Die stechenden, hellbraunen Zähne am Blattrand sind 4 bis 5 Millimeter lang und stehen 10 Millimeter voneinander entfernt. Die linierten Blattscheiden sind 10 Millimeter lang.

### Blütenstände und Blüten
Der Blütenstand weist bis zu vier Zweige auf und erreicht eine Länge von 40 bis 50 Zentimeter. Die ziemlich dichten, zylindrischen, leicht spitz zulaufenden Trauben sind 10 bis 20 Zentimeter lang und 7 Zentimeter breit. Die Brakteen weisen eine Länge von 2 bis 3 Millimeter auf und sind 2 Millimeter breit. Die rosa-scharlachroten Blüten stehen an 13 bis 15 Millimeter langen Blütenstielen. Sie sind 20 Millimeter lang und an ihrer Basis sehr kurz verschmälert. Auf Höhe des Fruchtknotens weisen die Blüten einen Durchmesser von 5,5 Millimeter auf. Darüber sind sie zur Mündung leicht verengt. Ihre äußeren Perigonblätter sind auf einer Länge von 10 Millimetern nicht miteinander verwachsen. Die Staubblätter und der Griffel ragen 1 bis 2 Millimeter aus der Blüte heraus.

### Genetik
Die Chromosomenzahl beträgt {\displaystyle 2n=14}.

## Systematik und Verbreitung
Aloe palmiformis ist im Südwesten von Angola auf Sandsteinfelsen in Waldland in Höhen von 1250 bis 1500 Metern verbreitet.
Die Erstbeschreibung durch John Gilbert Baker wurde 1878 veröffentlicht.

## Nachweise